# St. Lambertus (Holzheim)

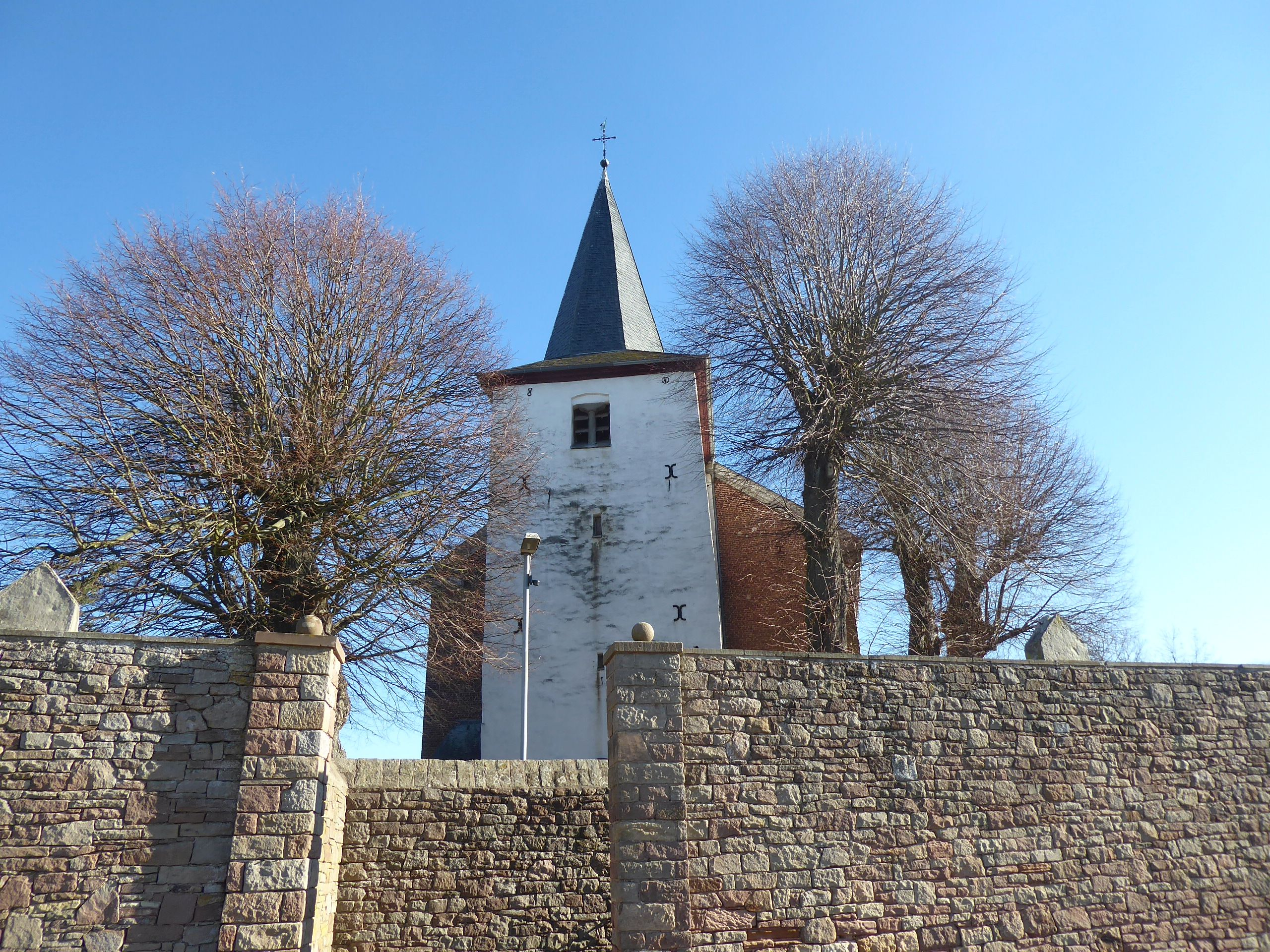
St. Lambertus, Blick zum romanischen Turm

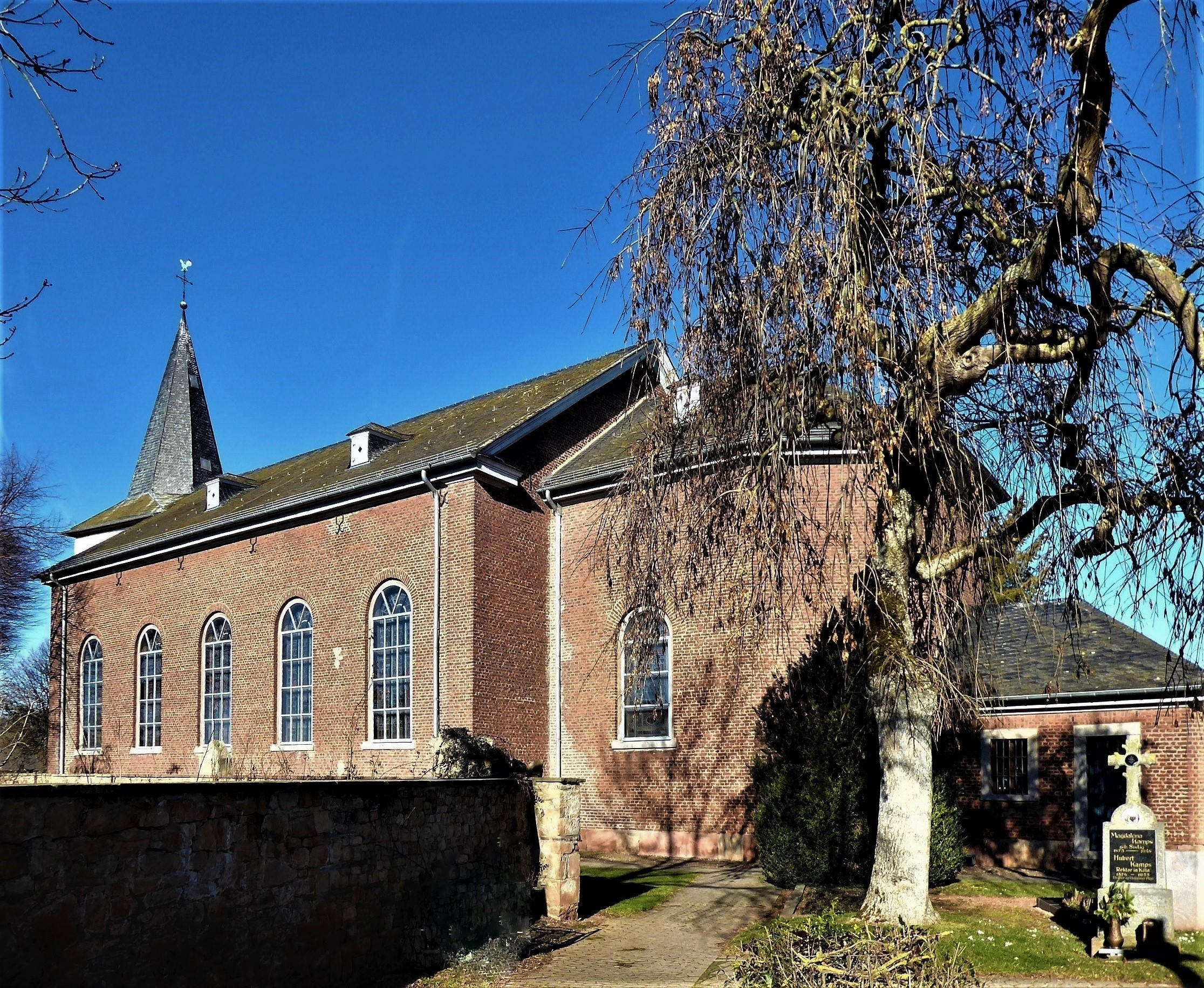
Ansicht von Südosten

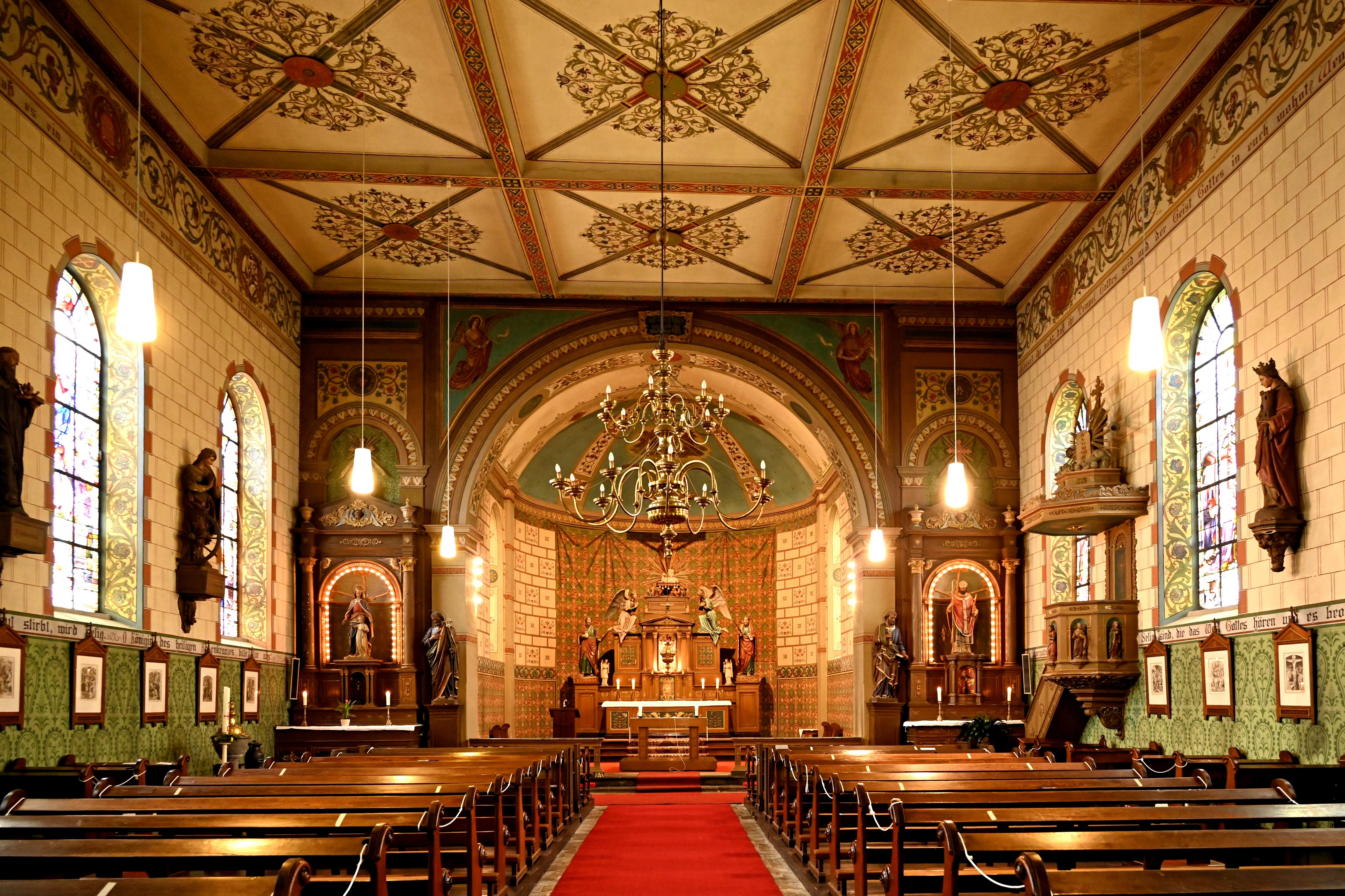
Innenraum mit Blick zum Altar

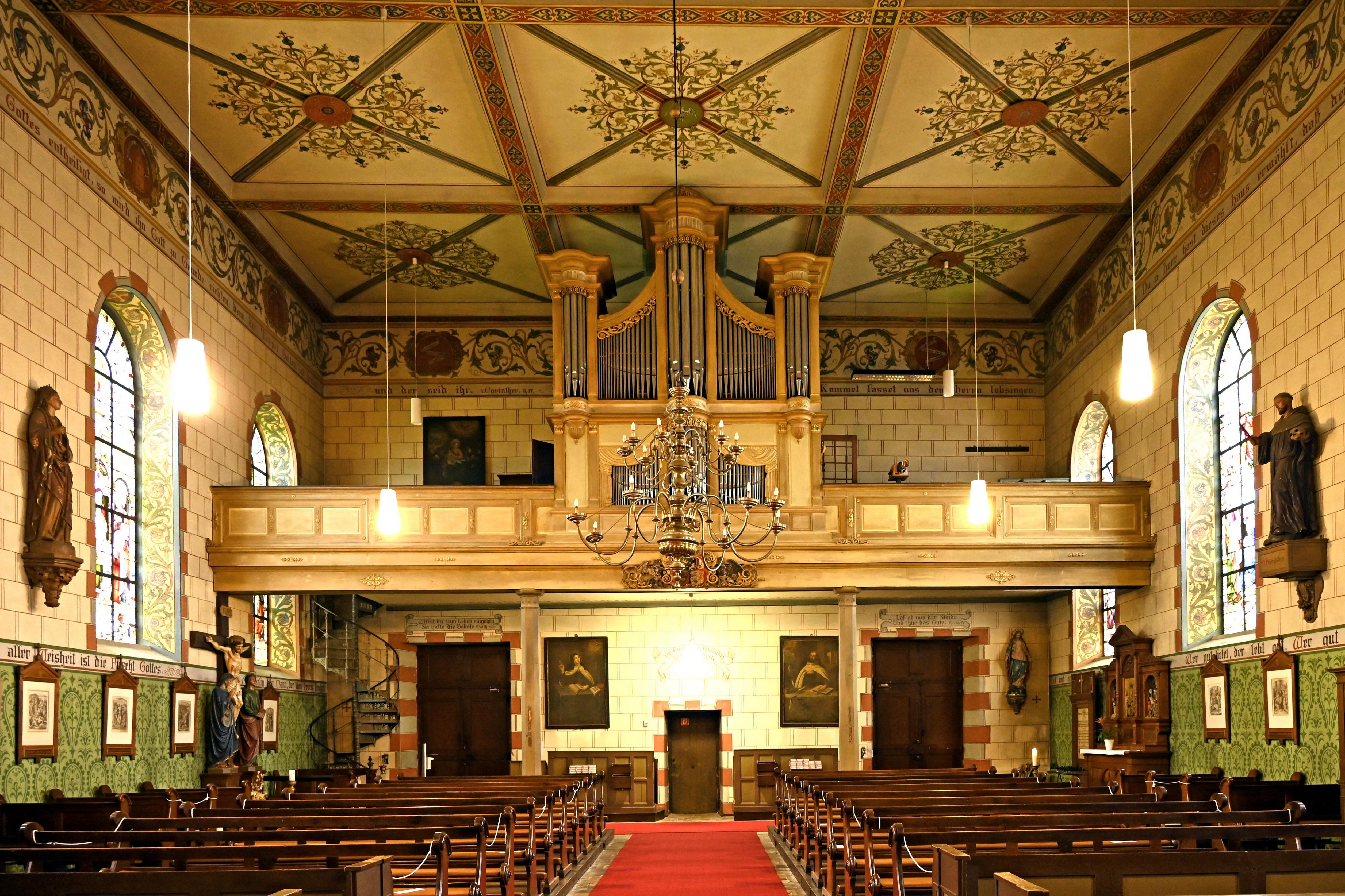
Kirchenschiff, Meurer-Orgel (1848)

St. Lambertus ist eine einsturzgefährdete, römisch-katholische Pfarrkirche im Mechernicher Ortsteil Holzheim im Kreis Euskirchen in Nordrhein-Westfalen.
Die Kirche ist dem hl. Bischof Lambert von Lüttich geweiht und unter Nummer 28 in die Liste der Baudenkmäler in Mechernich eingetragen. Zur Pfarre zählt auch der Ort Weiler am Berge.

## Lage
Das Kirchengebäude liegt im südlichen Teil des Straßendorfes Holzheim an der Heistardstraße. Die Pfarrkirche ist vom Friedhof umgeben.

## Geschichte
Der Ort Holzheim wurde erstmals 893 im Prümer Urbar urkundlich erwähnt. Die Ersterwähnung der Kirche erfolgte in einer Urkunde aus dem Jahr 1067. Darin schenkte der Kölner Erzbischof Anno II. die Kirche mit ihren dazugehörigen Besitzungen an das neugegründete Georgsstift in Köln. Dieser Umstand lässt vermuten, dass es sich hier ursprünglich um eine bischöfliche Eigenkirche gehandelt haben könnte.
Im Liber valoris aus dem Jahr 1308 wird Holzheim als Pfarrei im ausgedehnten Eifeldekanat des Kölner Erzbistums geführt. Bis zur Franzosenzeit waren die Stiftsherren von St. Georg die Kollatoren der Pfarrkirche. Aus dem Jahr 1550 wird dazu berichtet, dass sich die Stiftsherren bei der Ausübung der Kollatur mit den Grafen von Manderscheid-Blankenheim abwechselten. Im 16. Jahrhundert gehörten zur Pfarre neben Holzheim selber auch die Orte Breitenbenden, Harzheim, Weiler am Berge und Vussem.
1802 kam die Pfarre an das neugegründete Bistum Aachen, an der Zusammensetzung der Pfarrei änderte sich nichts. 1821 kam Holzheim wieder an das Erzbistum Köln, 1857 wurde Harzheim abgepfarrt und zur eigenständigen Pfarrei erhoben und seit 1919 wurde Vussem-Breitenbenden zur Pfarrvikarie erhoben und sind seitdem faktisch auch eigenständig. Einzig verbliebener Filialort ist nun Weiler am Berge. Seit 1930 gehört Holzheim zum Bistum Aachen.
Seit Dezember 2022 ist die Kirche gesperrt, da zwischen Dach und Gewölbedecke eine Wasserschicht entstanden ist. Dadurch wurden tragende Balken zersetzt, so dass die Decke nun einsturzgefährdet ist.

## Baugeschichte
Von der 1067 genannten Kirche hat sich bis heute der romanische Glockenturm erhalten. Daran schloss sich ursprünglich eine kleine Saalkirche in der Breite des Glockenturmes an. In den nachfolgenden Jahrhunderten wurde die Kirche mehrfach umgebaut.
Mitte des 19. Jahrhunderts wurde die Pfarrkirche zu klein und man beschloss das bestehende Kirchenschiff abzureißen und ein neues zu erbauen. Einem glücklichen Umstand ist der Bau des jetzigen Kirchenschiffes zu verdanken. Der damalige Pfarrer Damian Velder machte unerwartet einen großen Lottogewinn und spendete das Geld für den Kirchenneubau. Erste Pläne entwarf Matthias Plum, diese kamen aber nicht zur Ausführung. Architekt Johann Peter Cremer aus Aachen wurde schließlich mit den Planungen beauftragt. Von 1844 bis 1845 wurde die neue Kirche schließlich erbaut, nachdem man das alte Kirchenschiff abgerissen hatte. Der alte Turm wurde beibehalten. Die Bauleitung vor Ort hatte Matthias Plum. Im September 1845 war das neue Gotteshaus fertiggestellt und wurde am 21. September 1845 benediziert. In den 1970er Jahren erfolgten umfangreiche Restaurierungsarbeiten.

## Baubeschreibung
St. Lambertus ist eine rechteckige fünfachsige Saalkirche im Stil des Klassizismus mit vorgebautem Glockenturm der Vorgängerkirche im Westen. Im Osten schließt sich das eingezogene Chorjoch an, welches im Innern halbrund schließt. Außen schließt der Chor dreiseitig. Das Innere wird von einer gegliederten Kassettendecke überspannt, der Chor ist mit einem Tonnengewölbe überwölbt.

## Ausstattung

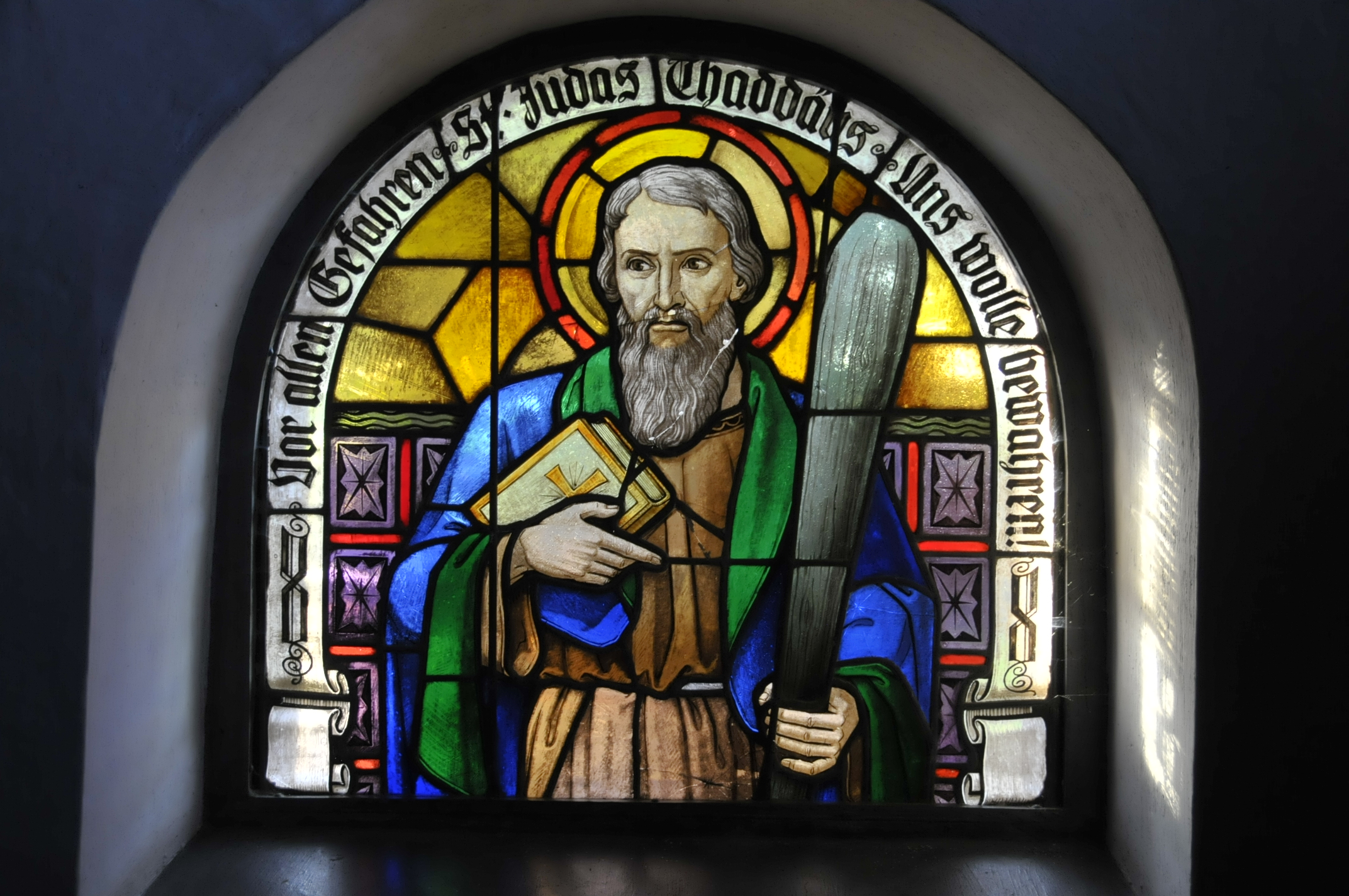
Hl. Judas Thaddäus über dem Eingang

Der Innenraum birgt eine reiche Ausstattung. Im Gegensatz zu vielen anderen Kirchengebäuden im Bistum hat sich hier fast die komplette Ausstattung aus der Vorkriegszeit erhalten. Besonders zu erwähnen ist die vollständig erhaltene üppige Ausmalung. Die Malereien der Decke und der Ostwand stammen aus Ende der 1840er Jahre, 1903 wurden alle übrigen Wände bemalt.
Die Orgel wurde 1848 von dem Orgelbauer Wilhelm Meurer aus Lechenich erbaut und besitzt 25 Register auf einer mechanischen Traktur. Hochaltar, Nebenaltäre und die Kanzel stammen aus selber Zeit. In der Mitte des Kirchenschiffes hängt ein großer Kronleuchter aus Gelbguss, ebenfalls aus der Erbauungszeit. Weiterhin sind mehrere Heiligenfiguren aus dem 17. Jahrhundert zu sehen, sowie überlebensgroße Figuren der hll. Franz Xaver, Antonius von Padua und Katharina von Alexandrien. Alle drei Figuren wurden im 18. Jahrhundert angefertigt und stammen wohl aus dem Kloster Steinfeld. Die Kirchenbänke sind Arbeiten des 19. Jahrhunderts.
Erhalten haben sich ferner die Buntglasfenster des Künstlers Bertrand Bardenhewer aus den beiden Jahren 1899 und 1900. Die insgesamt 14 Fenster stellen den freudenreichen und den glorreichen Rosenkranz dar, über den Eingängen sind der hl. Erzengel Michael und der hl. Judas Thaddäus dargestellt.

## Glocken
Im romanischen Glockenturm hängen drei Bronzeglocken. Die größte und die kleinste Glocke goss Hans Hüesker, Petit & Gebr. Edelbrock 1954 in Gescher, die wertvolle mittlere Glocke ist ein Guss von Jan van Alfter aus dem Jahr 1485. Bis 1910 hingen noch zwei weitere historische Glocken im Turm, diese wurden aber durch neue Glocken ersetzt. Während diese neuen Glocken im Ersten Weltkrieg eingeschmolzen worden sind, existieren die historischen Glocken noch. Eine befindet sich im Turm der Waisenhauskirche in Köln-Sülz, die andere im Bürgerhaus von Overath.
| Nr. | Name         | Durchmesser (mm) | Masse (kg, ca.) | Schlagton (HT-1/16) | Gießer                                             | Gussjahr |
| 1   | Große Maria  | 1.111            | 835             | fis' −5             | Hans Hüesker, Fa. Petit & Gebr. Edelbrock, Gescher | 1954     |
| 2   | Kleine Maria | 1.022            | 700             | gis' −9             | Jan van Alfter                                     | 1485     |
| 3   | Lambertus    | 810              | 340             | h' −8               | Hans Hüesker, Fa. Petit & Gebr. Edelbrock, Gescher | 1954     |

## Pfarrer
Folgende Priester wirkten bislang als Pfarrer in der Pfarre St. Lambertus:
| von – bis | Name                      |
| --------- | ------------------------- |
| 1927–1958 | Josef Koch                |
| 1958–1965 | Matthias Reuter           |
| 1965–1977 | Pater Peter August Buedts |
| 1977–1982 | Karl-Heinz Haus           |
| 1982–1994 | Pater Alfons Theo Maessen |
| 1994–2009 | Pfarrer Winfried Reidt    |
| Seit 2009 | Erik Pühringer            |